# Tanto/Io ti venderei
Tanto/Io ti venderei è il 21º 45 giri di Patty Pravo, pubblicato nel 1976 dalla casa discografica RCA.

## Il disco

### Tanto
Scritta da Riccardo Del Turco e Alessandro Bencini, fu scelta come singolo di lancio del nuovo album di Patty Pravo, a cui venne dato lo stesso titolo. L'arrangiamento è di Vangelis.

### Io ti venderei
Quarto brano scritto da Lucio Battisti e Mogol per Patty Pravo, e inciso per l'album Tanto, con arrangiamento di Vangelis.
Un mese dopo, uscì l'album di Lucio Battisti dal titolo Lucio Battisti, la batteria, il contrabbasso, eccetera comprendente la versione originale del brano.

## Tracce
45 Giri edizione italiana
Lato A
1. Tanto - 3:28

Lato B
1. Io ti venderei - 4:07